# Boulevard des Capucines
O Boulevard des Capucines forma o limite entre o 2.° e 9.º arrondissements de Paris.
Faz parte da cadeia dos Grands Boulevards composta, de oeste a leste, pelos boulevards de la Madeleine, Capucines, Italiens, Montmartre, Poissonnière, Bonne-Nouvelle, Saint-Denis, Saint-Martin, du Temple, des Filles-du-Calvaire e Beaumarchais.

## História
O boulevard foi criado após a abolição decidida em 1670 do Muro de Luís XIII, que haviam se tornado obsoletas, em frente ao bastião 5 (" Bastião Saint-Fiacre ") Desta muralha, através de hortas. Este caminho é aberto por carta patente de julho de 1676.
A Rue Louis-le-Grand foi desenhada em 1703 e os jardins do Convento dos Capucinos foram transferidos da rue Saint-Honoré para o norte da Rue Neuve des Petits-Champs (atual Rue des Capucines) estendidos no espaço entre o boulevard e a muralha e no terreno da antiga fortificação, aproximadamente a localização da atual Rue Daunou. Até a Revolução Francesa, era chamado de "Rue Neuve-des-Capucines" antes de ser chamado de boulevard. Durante a Revolução Francesa, faz parte do Boulevard Cerutti.
A Rue Basse-du-Rempart, abolida em 1858 para o desenvolvimento do bairro da Opéra e integrada à calçada após preencher a vala, corria ao longo da avenida ao norte (lado dos faubourgs).
Durante a Revolução de Julho, a via foi teatro de confrontos entre os insurgentes e a tropa.

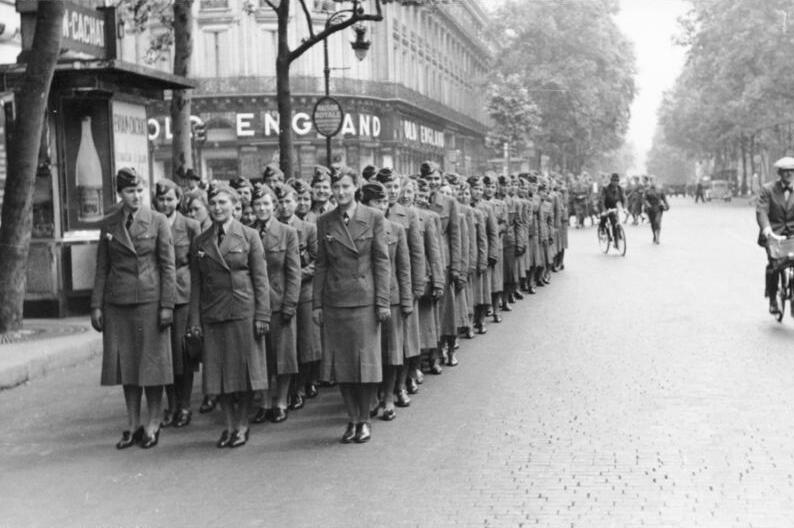
No início da ocupação alemã, em agosto de 1940, sinaleiras auxiliares desfilando no Boulevard des Capucines (ao fundo, a loja Old England, uma das placas emblemáticas da artéria, de 1867 até seu desaparecimento em março de 2012)

Painéis da História de Paris
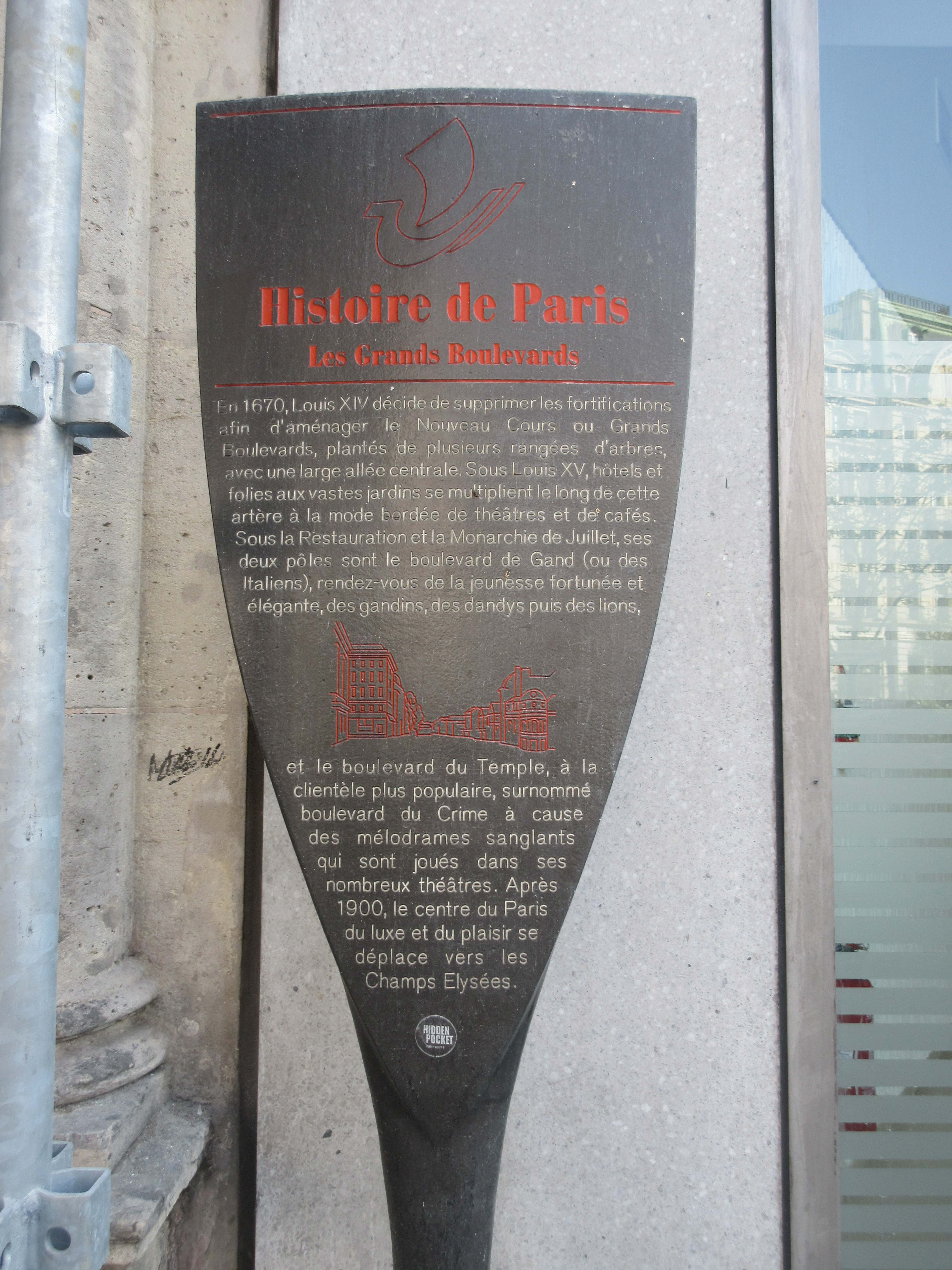
Painel da História de Paris "Les Grands-Boulevards"
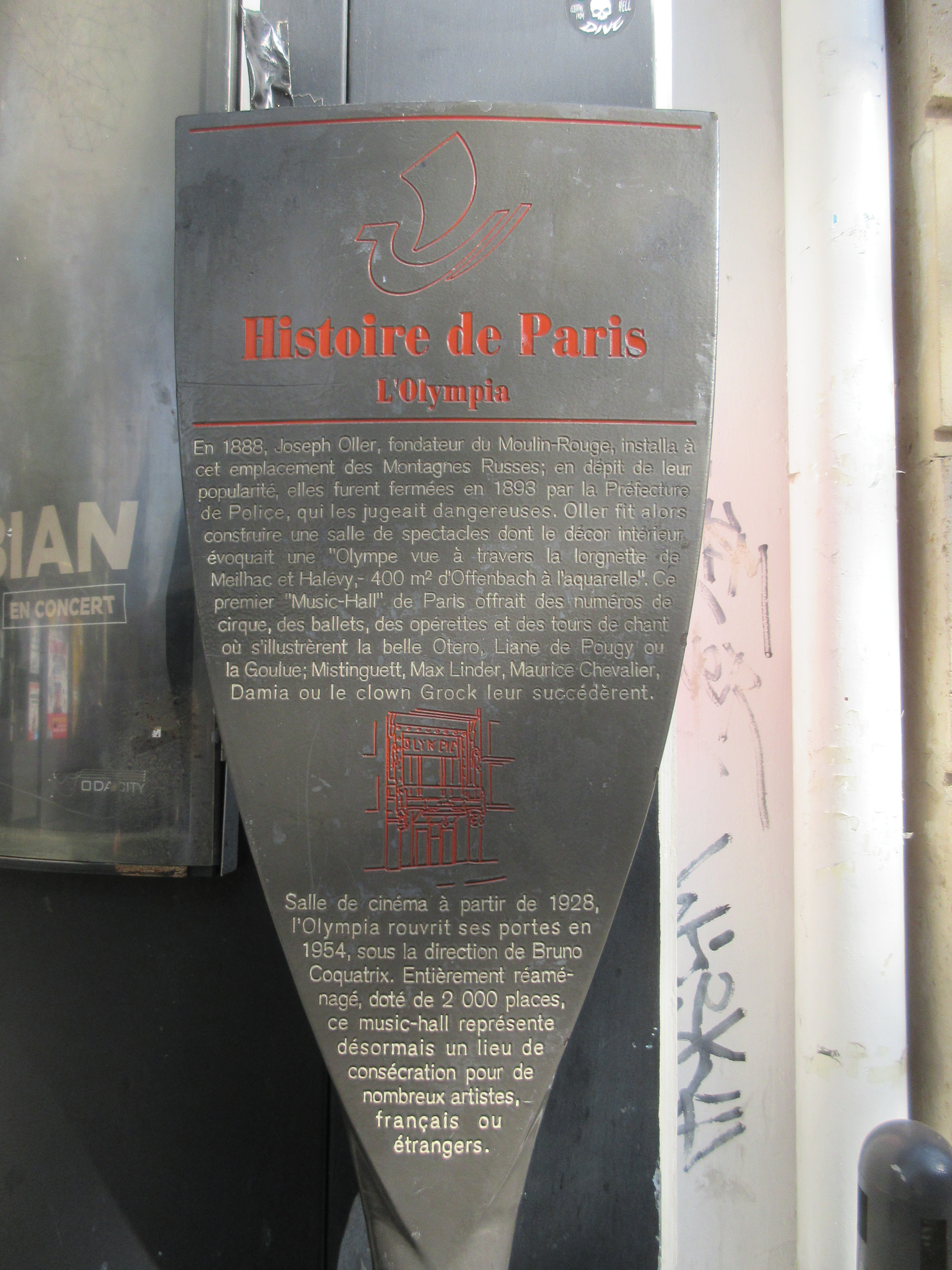
Painel da História de Paris "Olympia"
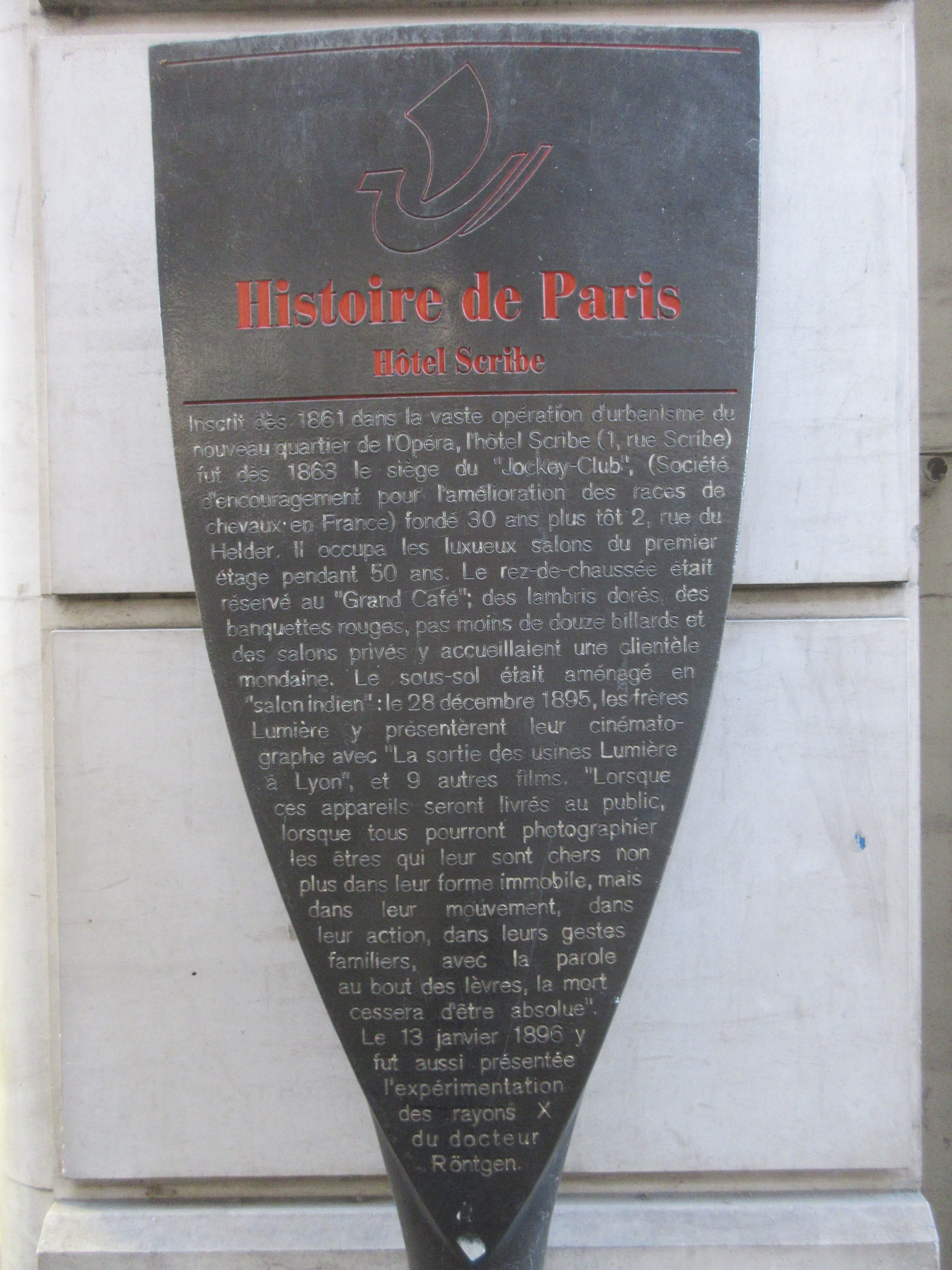
Painel da História de Paris "Escriba de hotel"
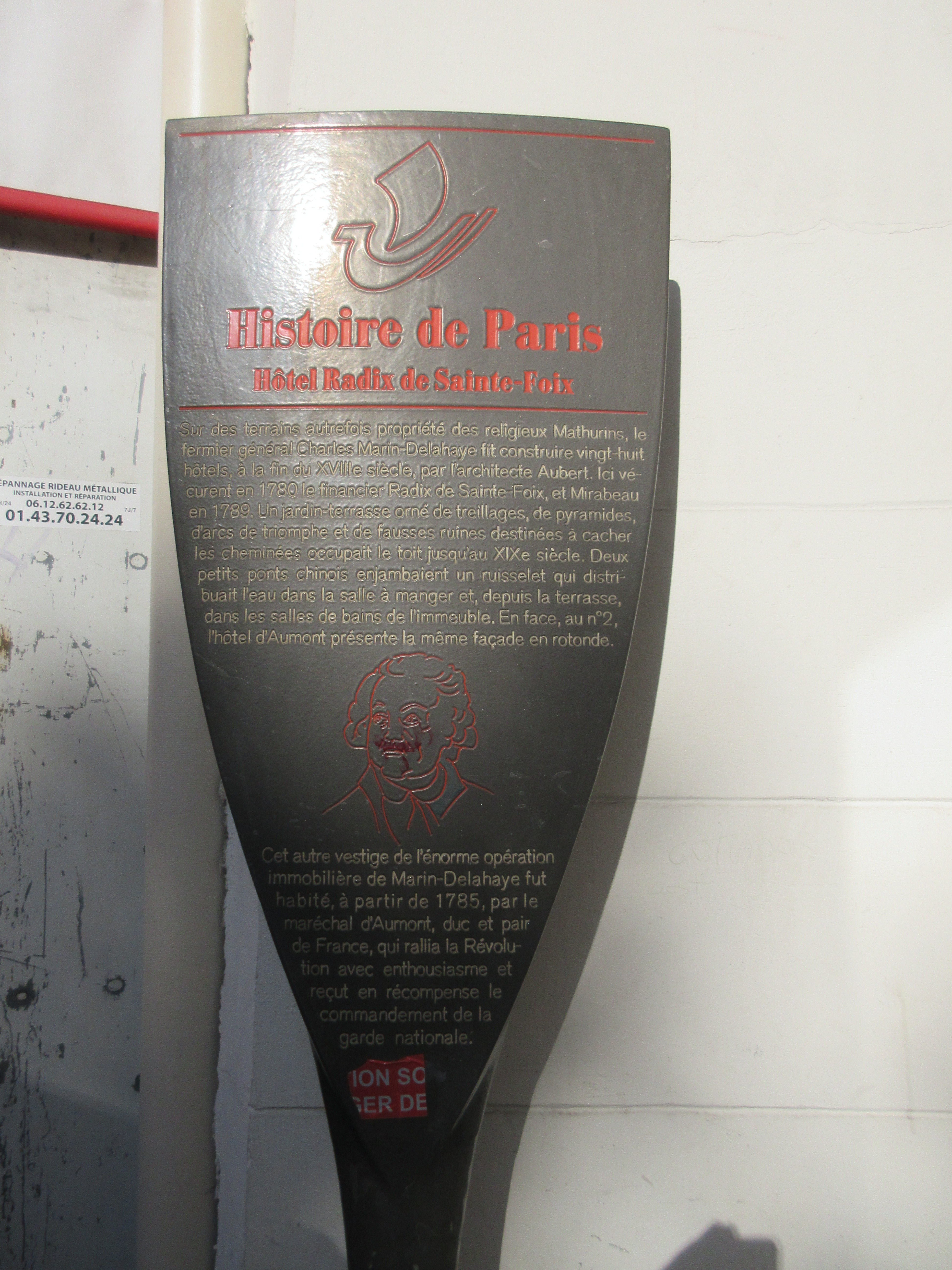
Painel da História de Paris "Radix Hotel em Sainte-Foix"
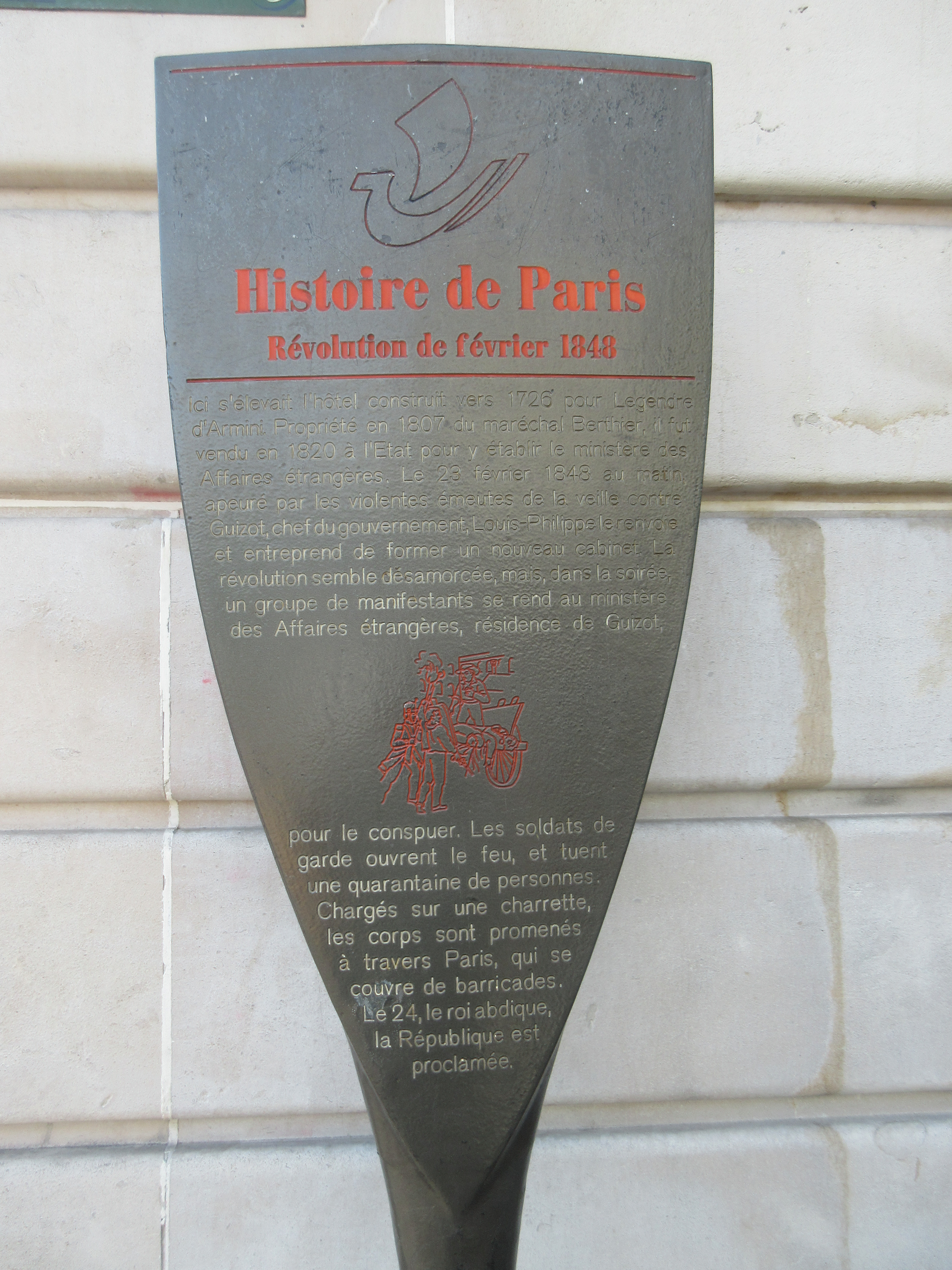
Painel da História de Paris "Revolução de fevereiro de 1848"

## Edifícios notáveis e lugares de memória

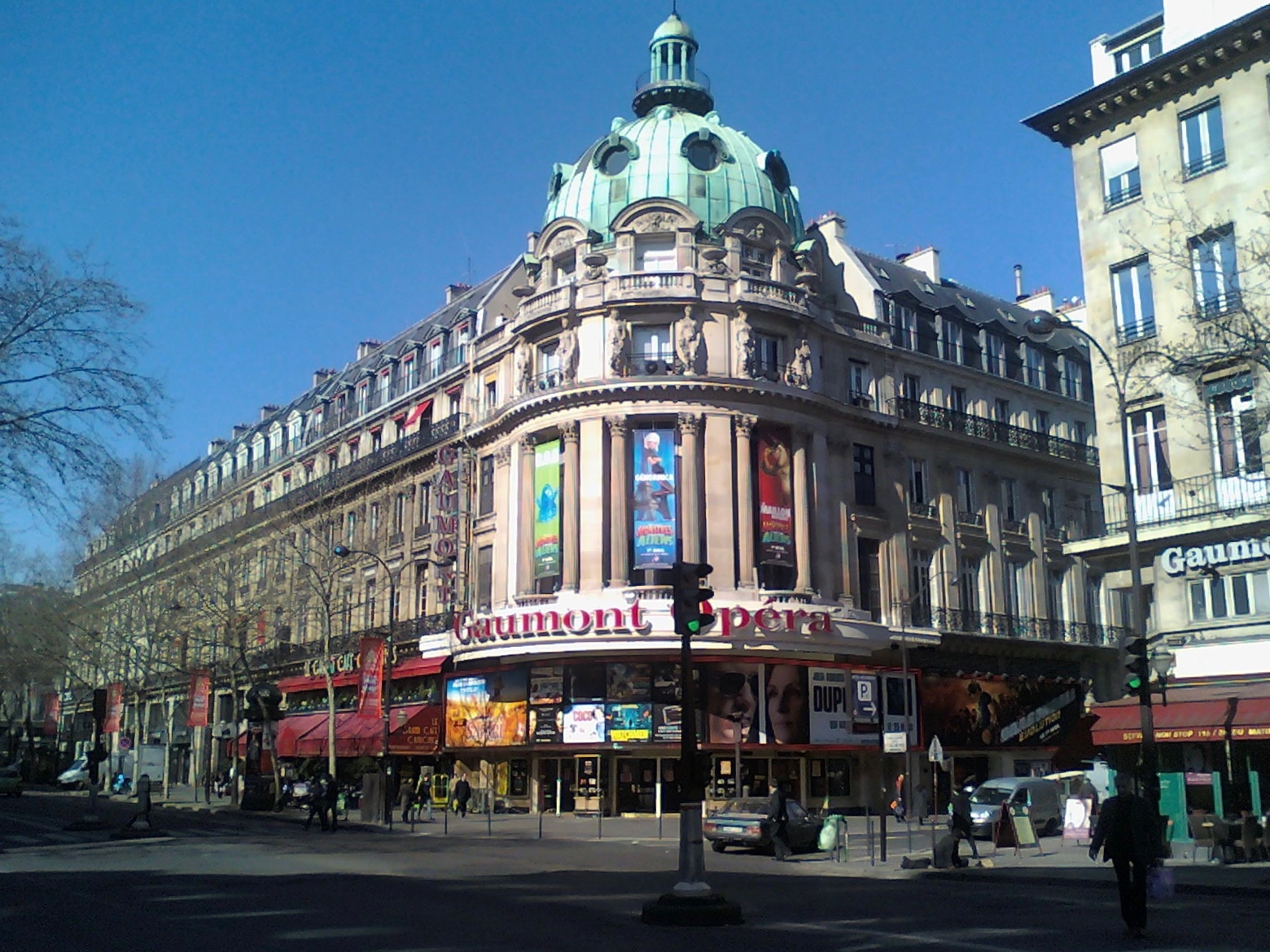
O Paramount Opéra.

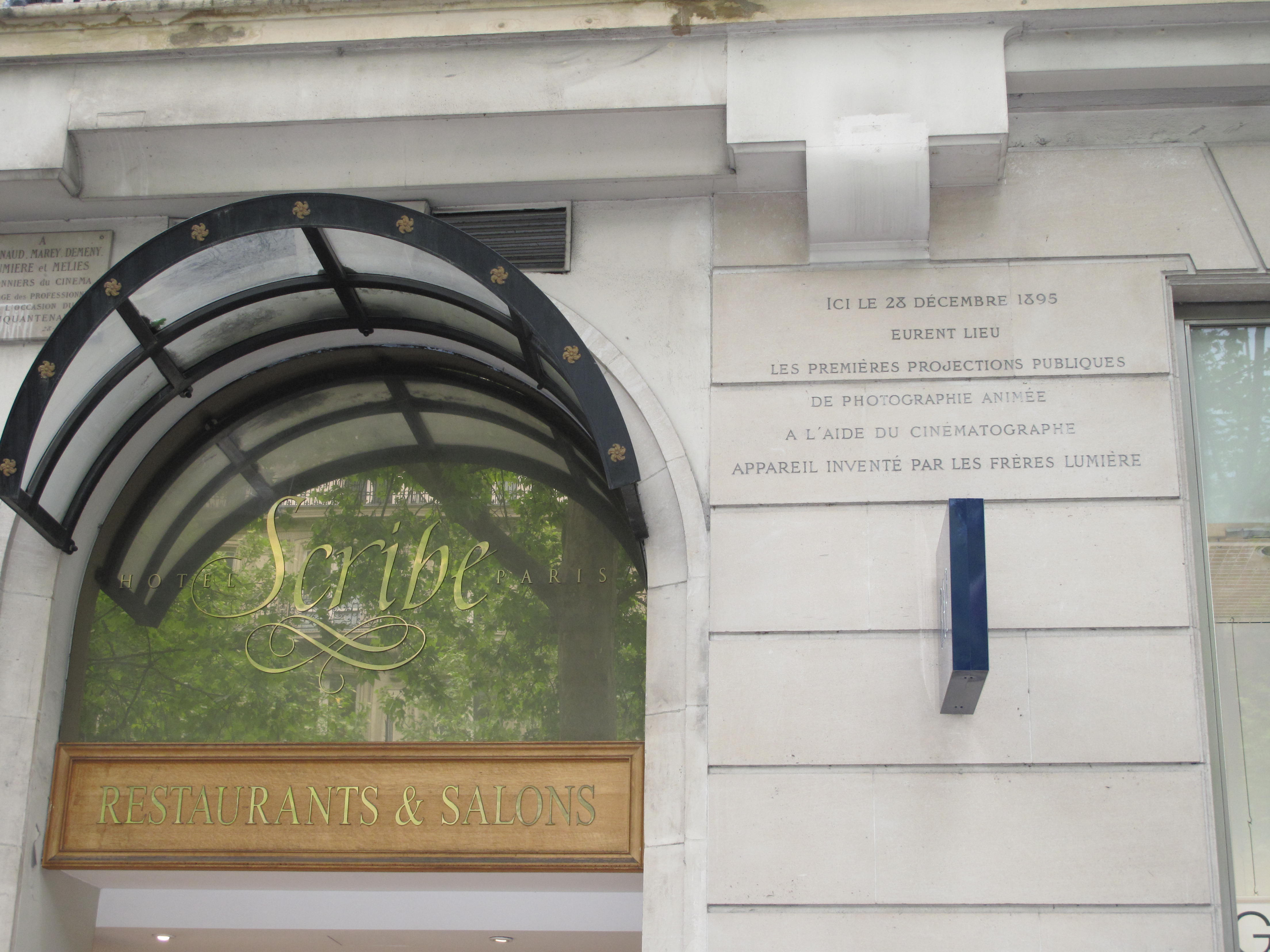
N 16, local das primeiras sessões de cinematógrafo.

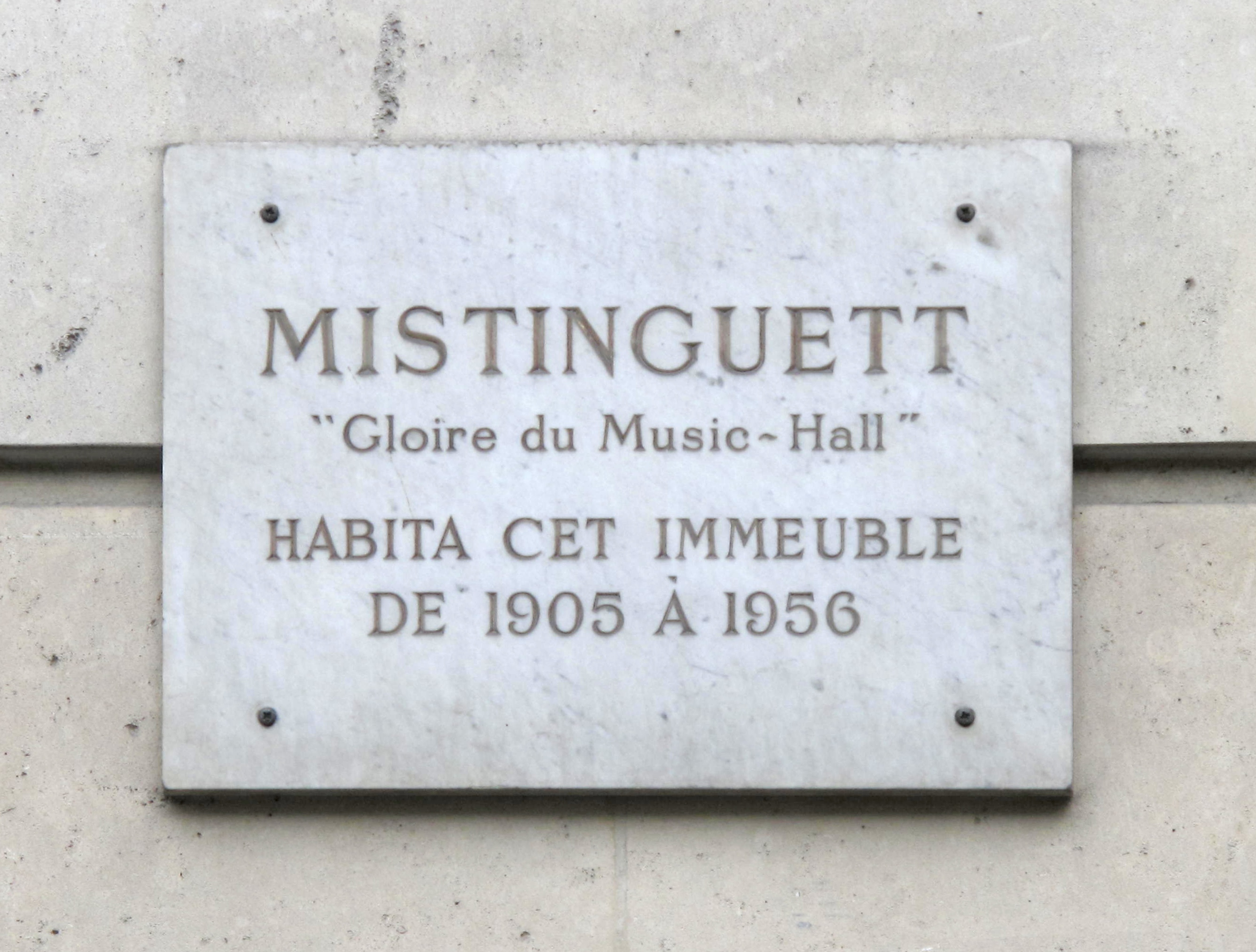
Placa comemorativa no nº 24

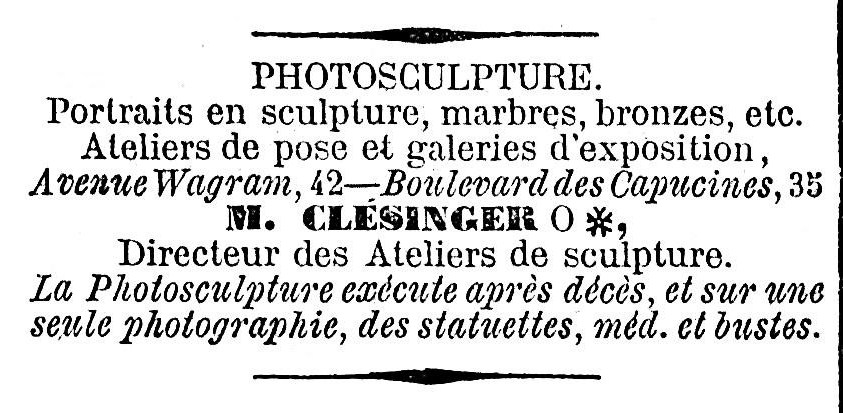
Journal des débats, 3 de abril de 1867.

- No nº 1, Le Café Napolitain, famoso pelos escritores, jornalistas e atores que o frequentavam: Catulle Mendès, Jean Moréas, Armand Silvestre, Laurent Tailhade…
- Nº 2: local do antigo hotel de Montmorency, que deu lugar ao Théâtre du Vaudeville em 1869, depois ao cinema Paramount Opéra em 1927. Sua grande sala corresponde às fundações da grande sala de estar do hotel do século XVIII, cuja fachada em rotunda foi preservada.
- Nº 3: localização da primeira loja Starbucks parisiense, antiga loja em londrina, depois agência de viagens e, finalmente, café-restaurante americano desde 2004. É a primeira da rede a abrir suas portas na Paris intramuros.
- Nº 5: localização do estúdio fotográfico de Pierre-Louis Pierson, posteriormente associado aos irmãos Mayer, que foi o fotógrafo oficial da Condessa de Castiglione.
- Nº 7: localização em 1825 do Géorama onde se via "todo o globo terrestre" do interior de uma esfera de 14 metros de diâmetro.
- Nº 8: antiga sede parisiense da Gresham Life Assurance Limited. Pode também se ver dois macarons em cada lado da porta de madeira. Mais tarde, Offenbach viveu aí em 1876 e morreu aí em 1880.
- Nº 11: localização do estúdio do fotógrafo Adrien Tournachon aberto em 1853.
- Nº 12: o Grand-Hôtel, construído sobre uma antiga horta.
- Nº 14: hôtel Scribe e localização do Grand Café onde decorreram no Salon indien, na cave, as primeiras projeções públicas pagas do cinematógrafo de Auguste e Louis Lumière, em 28 de dezembro de 1895. Aí também foram experimentados os raios X luminosos descobertos pelo doutor Wilhelm Röntgen.
- Du nº 16 au nº 22: localização da sede de L'Événement, jornal fundado por Victor Hugo, seus dois filhos e Auguste Vacquerie. Surgiu de 1848 a 1851.
- Nº 17: antiga sapataria Charles Jourdan.
- Nº 24: de 1905 a 1956, local de residência de Mistinguett.
- Nº 25: antiga localização do Museu Cognacq-Jay, instalado em 1931.
- Nº 27: antiga Samaritaine de luxe (anexo de La Samaritaine), cujas fachadas e telhados, a escada interna com sua rampa e o elevador (juntos devido ao mestre da Art nouveau, Frantz Jourdain), são tombados[1] como monumentos históricos.
- Nº 28: localização em 1889 das "montanhas-russas", substituída em 1893 pela sala de espectáculos do Olympia, famosa sala de concertos fundada em 1888 por Joseph Oller e adquirida em 1952 por Bruno Coquatrix.
- Nº 29: domicílio de Pélagie Sepiaha, nascida Condessa Potocka (1775-1846), que foi pintada em várias ocasiões por Madame Élisabeth Vigée Le Brun, na qual a princesa polonesa, exilada em Paris, morreu em 12 de março de 1846.

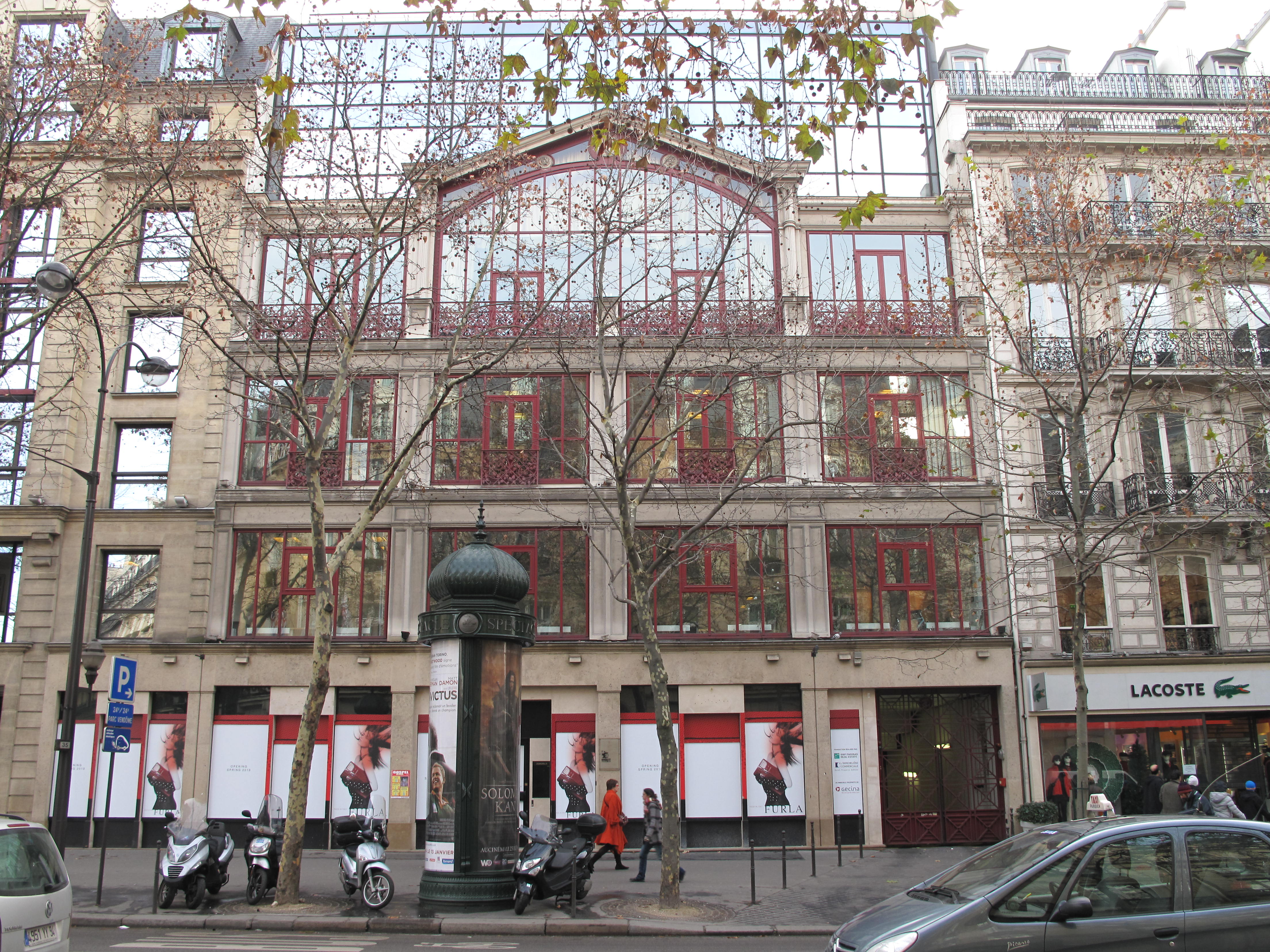
Nº 35, onde Nadar tinha uma filial.

- Nº 35: em 1867, sede da filial da Société générale de photosculpture de France. Auguste Clésinger dirige as oficinas de escultura da empresa. Também neste endereço, estúdio do fotógrafo Gustave Le Gray e casa habitada por Nadar que criou a Société Générale de Photographie ali com Hérald de Pages, dramaturgo, um de seus oito acionistas. Em abril de 1874, um grupo de jovens pintores, incluindo Renoir, Manet, Pissarro e Claude Monet, fez a primeira exposição de suas pinturas ali. O de Claude Monet, Impression, soleil levant, foi dar a esses expositores o nome de impressionistas.[2] Durante o verão de 1874, a exposição Pompéi à Paris com modelos em esculturas fotográficas dos principais monumentos pompeianos.
- Do nº 37 ao nº 43: antiga sede do “hotel Legendre Armini” construído em 1726 para Legendre Armini, diretor da empresa Saint-Domingue e cunhado de Antoine Crozat. Tomada por dívidas, esta mansão foi vendida em 1748 ao governador de Pondicherry e comandante-chefe dos estabelecimentos franceses na Índia, Joseph François Dupleix. Rebatizado de “Hôtel Bertin”, foi reformado e embelezado pelo fazendeiro general Reuilly, que lhe deu o nome de “Hôtel de la Colonnade”. O general Napoleão Bonaparte viveu ali por algum tempo, desde o 13 do Vendemiário do ano IV até seu casamento com Josefina de Beauharnais em 1796. Em 1807, este hôtel particulier pertencia ao Marechal Berthier e recebeu o nome de “Hôtel Berthier”. O imperador da Áustria Francisco I alojou-se ali em 1814-1815, depois a propriedade foi atribuída ao Ministério dos Negócios Estrangeiros de 1816 a 1853.[3] Foi ao deixar o ministério que Stendhal foi atingido pelo ataque que venceria algumas horas depois.

Nesta altura, em 23 de fevereiro de 1848, um batalhão 14º regimento de infantaria de linha barrou a avenida para proteger o chefe do governo François Guizot. Por volta das 22h30, os manifestantes tentaram quebrar o bloqueio. As tropas dispararam, matando 35 e ferindo 50. A multidão carrega os cadáveres em uma carroça e chama Paris às armas. É o início da Revolução de 1848, que pôs fim ao reinado de Luís Filipe no dia seguinte.
- Nº 39: um restaurante Bouillon Duval se encontrava aí no século XIX.

## O Boulevard des Capucines nas artes
- Paris, boulevard des Capucines em 1809, pintura de Matthieu Cochereau, Museu de Belas Artes de Chartres.
- Boulevard des Capucines, pintura de Konstantin Korovin (1911), Galeria Tretiakov, Moscou.
- Carnival Boulevard des Capucines, pintura de Claude Monet (1873).

Le boulevard des Capucines en peinture
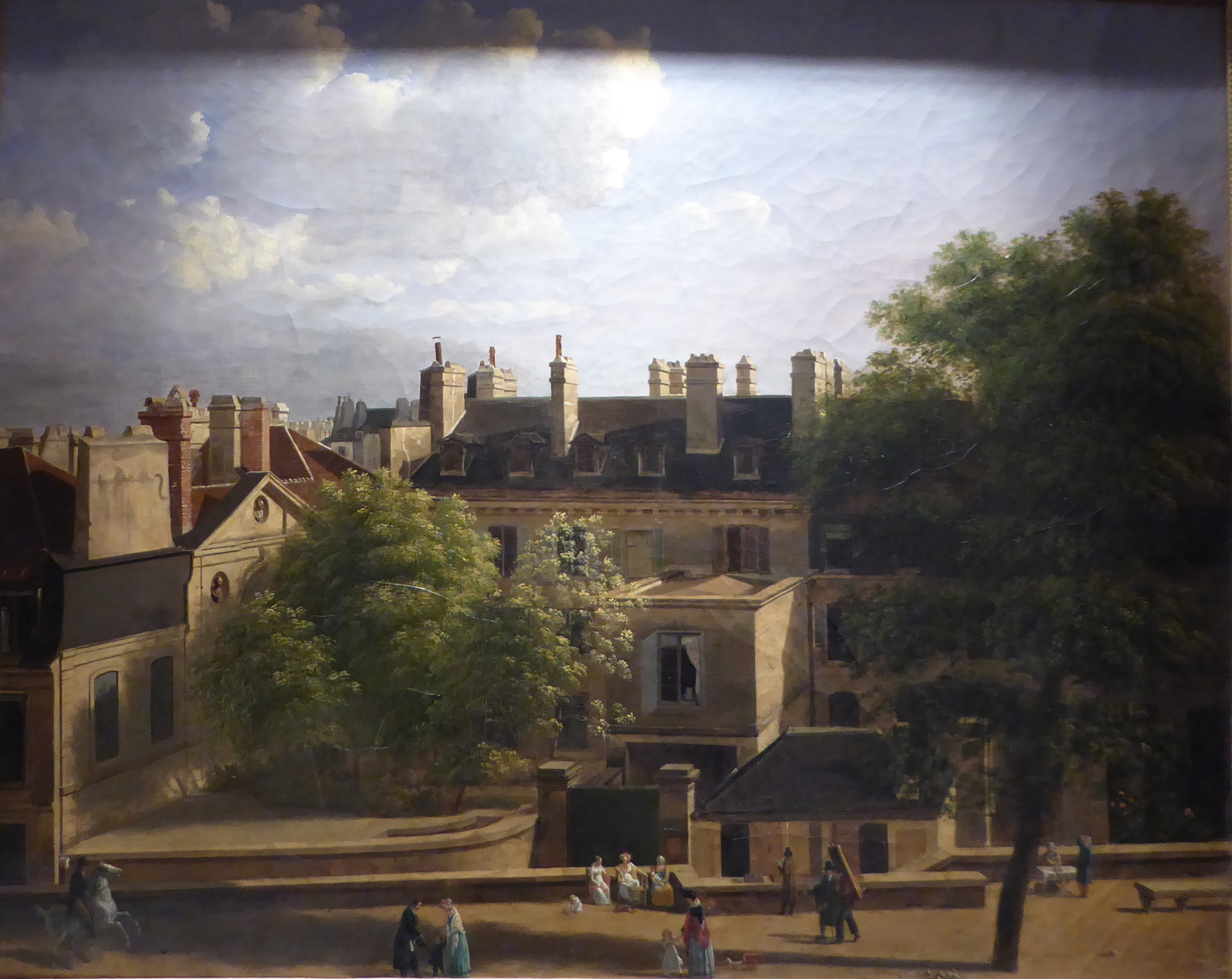
Matthieu Cochereau.
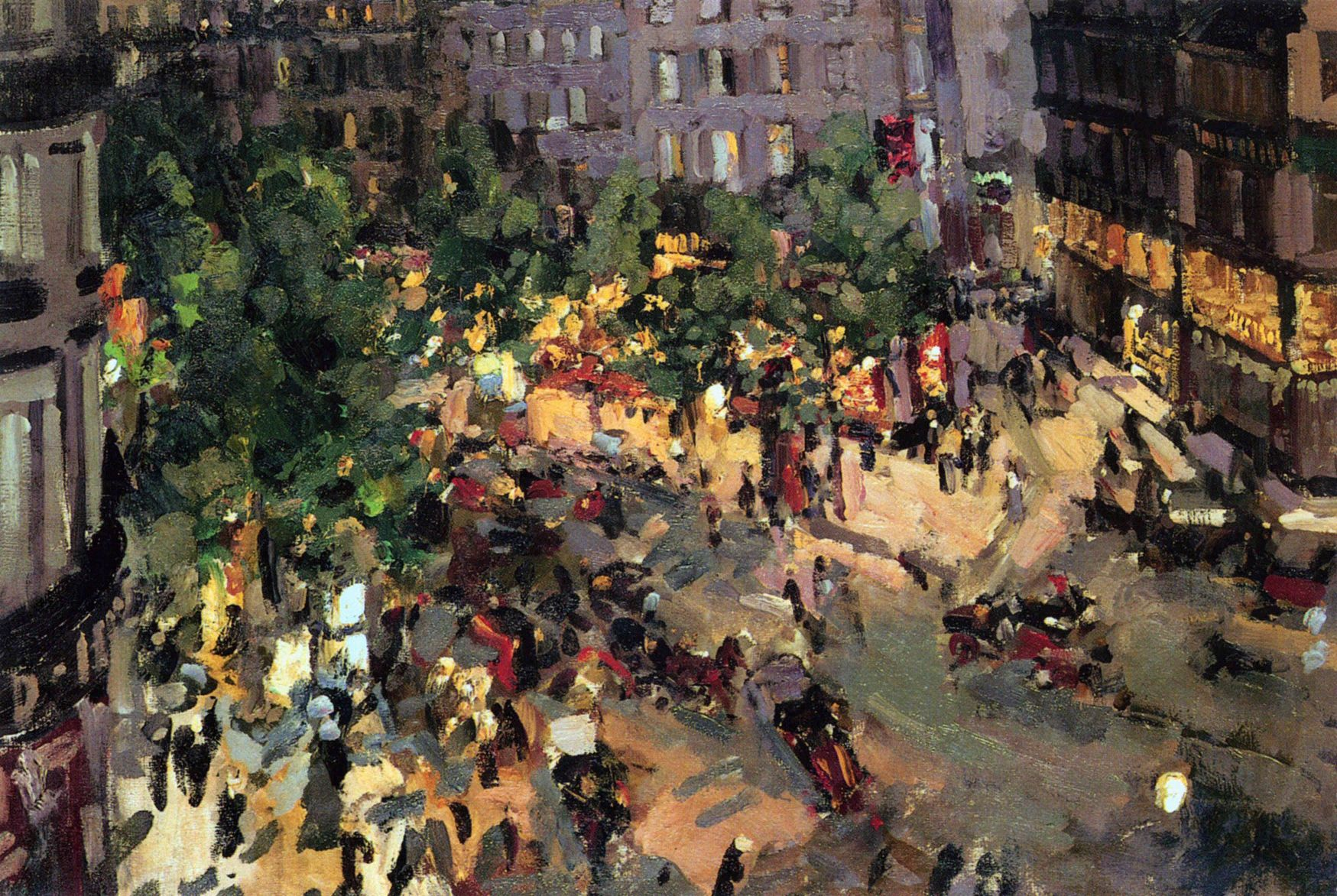
Konstantine Korovin.
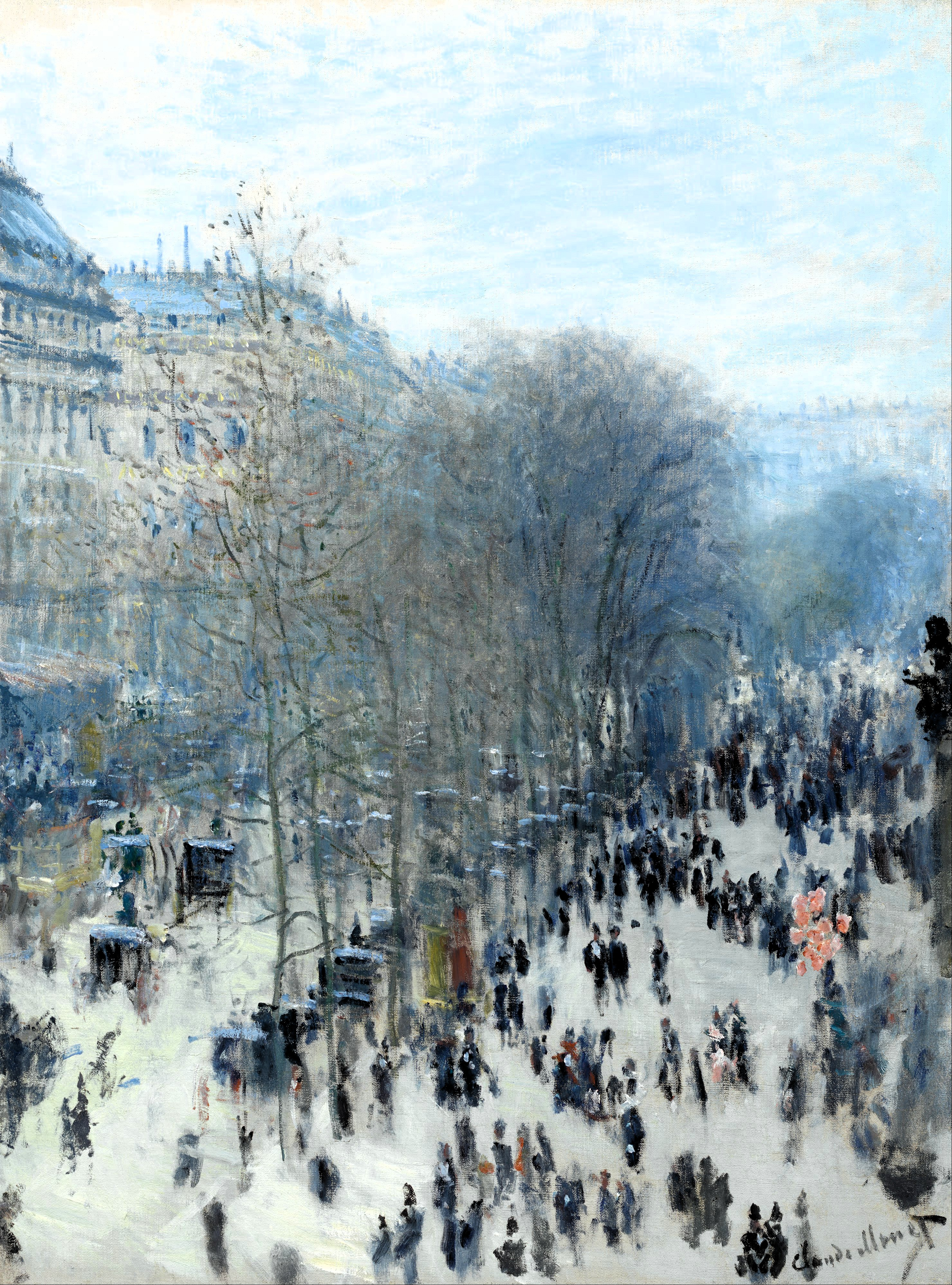
Claude Monet.
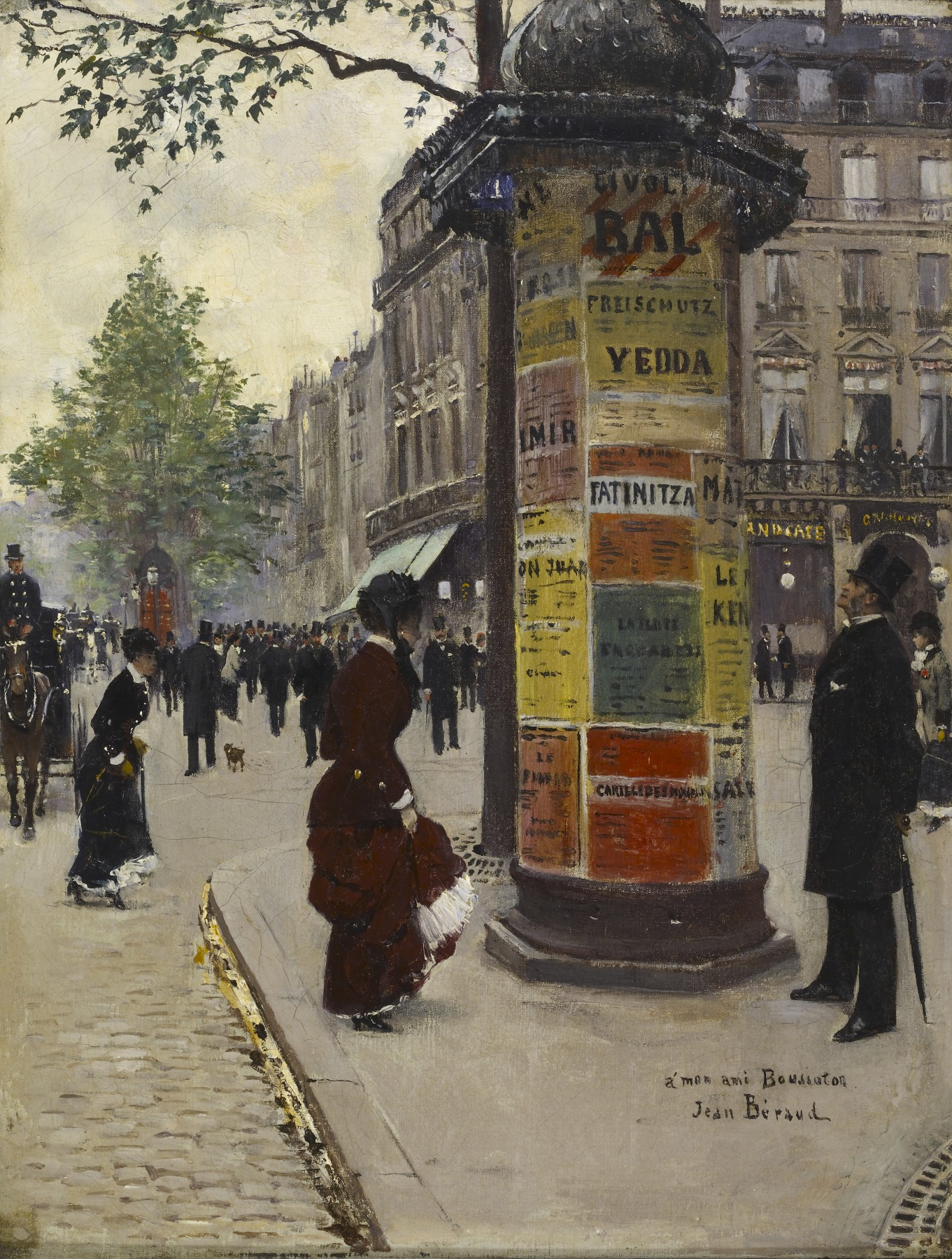
Jean Béraud, Kiosque em Paris (Boulevard des Capucines) por volta de 1880-1884, Baltimore, Walters Art Museum .

### Literatura
- Boulevard des Capucines, romance de Jean-Michel Maulpoix publicado em 2006.[4]

### Chanson
- Boulevard des Capucines, canção de Étienne Daho lançada em 2007 no álbum L'Invitation. O texto desta música é uma carta que o cantor recebeu de seu pai; o último pediu-lhe para perdoar os erros do passado.
- Dalida se refere ao Boulevard des Capucines em sua canção chamada Bravo, lançada em 1983 no álbum Les P'tits Mots.